# 23-я гвардейская танковая бригада
23-я отдельная гвардейская танковая Ельнинская Краснознамённая орденов Суворова, Кутузова и Богдана Хмельницкого бригада — гвардейская танковая бригада Красной армии ВС СССР, в годы Великой Отечественной войны.
Условное наименование — войсковая часть полевая почта (в/ч пп) № 15307.
Сокращённое действительное наименование — 23 гв. отбр.

## История формирования
Бригада ведёт свою историю от 5-й танковой бригады которая была сформирована в течение 23—24 сентября 1941 года, приказом по 1-й гвардейской мотострелковой дивизии. Формирование бригады проходило на основе 12-го танкового полка 1-й танковой дивизии в городе Можайске Московской области, по штатам отдельной танковой бригады № 010/75—010/83, № 010/87 от 13 сентября 1941 года. Зенитный дивизион и мотострелковый батальон проходили формирование в Московском военном округе. 24 сентября бригада была отправлена пятью воинскими эшелонами в город Сумы.
Приказом 1-й гвардейской мотострелковой дивизии от 5 марта 1942 года, на основании директивы Генерального штаба РККА № Орг/2/781322 от 9 февраля 1942 года, 5-й танковой бригаде было присвоено почётное звание «Гвардейская» и новый войсковой № 6-я гвардейская танковая бригада.
22 апреля 1942 года соединение было выведено в район Вязище Смоленской области, на переформирование по новым штатам.
Директивой Генерального штаба РККА № 36692, от 21 февраля 1943 года, формированию был присвоен новый войсковой № и она стала именоваться 23-я отдельная гвардейская танковая бригада.

## Участие в боевых действиях

### Как 6-я гвардейская танковая бригада «а»
Период вхождения в действующую армию: 5 марта 1942 года — 22 февраля 1943 года.
После переформирования бригада передислоцировалась в район Колосово Козельского района для взаимодействия с 1-м гвардейским кавалерийским корпусом. С 4 по 23 июля 1942 года бригада занимала оборону во втором эшелоне 61-й армия, в районе Колосово, Никитинское, Слободка. С 11 августа бригада находясь в составе 16-й армии, во взаимодействии со 2-й гвардейской кавалерийской дивизией, уничтожала противника прорвавшего оборону 322-й стрелковой дивизии 61-й армии, на рубеже Ляды — Старицы. До 3 сентября 1942 года бригада вела бои в районе Ляды, Белый Камень, Воробьёво, Орловской и Смоленской областей.
21 сентября 1942 года, в день годовщины с момента формирования бригады, командующий 16-й армией генерал-лейтенант Баграмян, вручил бригаде боевое Красное Знамя.

### Как 23-я отдельная гвардейская танковая бригада
Период вхождения в действующую армию: 22 февраля 1943 года — 9 мая 1945 года.
С 22 февраля по 4 марта 1943 года бригада из района сосредоточения — деревня Михайловка, во взаимодействии с 11-й гвардейской и 326-й стрелковыми дивизиями вела боевые действия в районе Дмитриевка, Буда Монастырская, в общем направлении Жиздра.
Указом Президиума Верховного Совета СССР от 1 сентября 1944 года за образцовое выполнение заданий командования в боях с немецкими захватчиками, за овладение городом и крепостью Осовец и проявленные при этом доблесть и мужество бригада награждена Орденом Красного Знамени.

## Состав
При преобразовании в гвардейскую:
- Управление бригады (штат № 010/303)
- Рота управления (штат № 010/304)
- Разведывательная рота (штат № 010/305)
- 1-й отдельный танковый батальон (штат № 010/306)
- 2-й отдельный танковый батальон (штат № 010/306)
- Мотострелково-пулемётный батальон (штат № 010/307)
- Ремонтно-восстановительная рота (штат № 010/308)
- Автотранспортная рота (штат № 010/309)
- Медико-санитарный взвод (штат № 010/310)

С 22 апреля 1942 года:
- Управление бригады
- 1-й танковый батальон
- 2-й танковый батальон
- 3-й танковый батальон (с ??.01.1944)
- Мотострелково-пулемётный батальон
- Зенитная батарея
- Противотанковая батарея
- Рота технического обеспечения

Директивой ГШ КА № орг/3/2511 от 20 июля 1944 года переведена на штаты:
- Управление бригады (штат № 010/500)
- 1-й отдельный танковый батальон (штат № 010/501)
- 2-й отдельный танковый батальон (штат № 010/501)
- 3-й отдельный танковый батальон (штат № 010/501)
- Моторизованный батальон автоматчиков (штат № 010/502)
- Зенитно-пулемётная рота (штат № 010/503)
- Рота управления (штат № 010/504)
- Рота технического обеспечения (штат № 010/505)
- Медсанвзвод (штат № 010/506)

## В составе
| как 6-я гвардейская танковая бригада «а» | как 6-я гвардейская танковая бригада «а» | как 6-я гвардейская танковая бригада «а» | как 6-я гвардейская танковая бригада «а» | как 6-я гвардейская танковая бригада «а» |
| Дата                                     | Фронт (военный округ)                    | Армия                                    | Корпус                                   | Примечания                               |
| ---------------------------------------- | ---------------------------------------- | ---------------------------------------- | ---------------------------------------- | ---------------------------------------- |
| 1.04.1942 года                           | Западный фронт                           | 43-я армия                               | -                                        | -                                        |
| 1.05.1942 года                           | Западный фронт                           | -                                        | 1-й гвардейский кавалерийский корпус     | -                                        |
| 1.06.1942 года                           | Западный фронт                           | -                                        | 1-й гвардейский кавалерийский корпус     | -                                        |
| 1.07.1942 года                           | Западный фронт                           | -                                        | 1-й гвардейский кавалерийский корпус     | -                                        |
| 1.08.1942 года                           | Западный фронт                           | 16-я армия                               | 1-й гвардейский кавалерийский корпус     | -                                        |
| 1.09.1942 года                           | Западный фронт                           | 16-я армия                               | 1-й гвардейский кавалерийский корпус     | -                                        |
| 1.10.1942 года                           | Западный фронт                           | 16-я армия                               | -                                        | -                                        |
| 1.11.1942 года                           | Западный фронт                           | -                                        | -                                        | -                                        |
| 1.12.1942 года                           | Западный фронт                           | 16-я армия                               | -                                        | -                                        |
| 1.01.1943 года                           | Западный фронт                           | 16-я армия                               | -                                        | -                                        |
| 1.02.1943 года                           | Западный фронт                           | 16-я армия                               | -                                        | -                                        |

| как 23-я отдельная гвардейская танковая бригада | как 23-я отдельная гвардейская танковая бригада | как 23-я отдельная гвардейская танковая бригада | как 23-я отдельная гвардейская танковая бригада | как 23-я отдельная гвардейская танковая бригада |
| Дата                                            | Фронт (военный округ)                           | Армия                                           | Корпус                                          | Примечания                                      |
| ----------------------------------------------- | ----------------------------------------------- | ----------------------------------------------- | ----------------------------------------------- | ----------------------------------------------- |
| 1.03.1943 года                                  | Западный фронт                                  | 16-я армия                                      | -                                               | -                                               |
| 1.04.1943 года                                  | Западный фронт                                  | 50-я армия                                      | -                                               | -                                               |
| 1.05.1943 года                                  | Западный фронт                                  | 49-я армия                                      | -                                               | -                                               |
| 1.06.1943 года                                  | Западный фронт                                  | 49-я армия                                      | -                                               | -                                               |
| 1.07.1943 года                                  | Западный фронт                                  | -                                               | -                                               | -                                               |
| 1.08.1943 года                                  | Западный фронт                                  | 10-я гвардейская армия                          | -                                               | -                                               |
| 1.09.1943 года                                  | Западный фронт                                  | 21-я армия                                      | -                                               | -                                               |
| 1.10.1943 года                                  | Западный фронт                                  | 21-я армия                                      | -                                               | -                                               |
| 1.11.1943 года                                  | Западный фронт                                  | -                                               | -                                               | -                                               |
| 1.12.1943 года                                  | Западный фронт                                  | 33-я армия                                      | -                                               | -                                               |
| 1.01.1944 года                                  | Западный фронт                                  | 33-я армия                                      | -                                               | -                                               |
| 1.02.1944 года                                  | Западный фронт                                  | 33-я армия                                      | -                                               | -                                               |
| 1.03.1944 года                                  | Западный фронт                                  | 33-я армия                                      | -                                               | -                                               |
| 1.04.1944 года                                  | Западный фронт                                  | 33-я армия                                      | -                                               | -                                               |
| 1.05.1944 года                                  | 2-й Белорусский фронт                           | -                                               | -                                               | -                                               |
| 1.06.1944 года                                  | 2-й Белорусский фронт                           | -                                               | -                                               | -                                               |
| 1.07.1944 года                                  | 2-й Белорусский фронт                           | 49-я армия                                      | -                                               | -                                               |
| 1.08.1944 года                                  | 2-й Белорусский фронт                           | -                                               | -                                               | -                                               |
| 1.09.1944 года                                  | 2-й Белорусский фронт                           | 49-я армия                                      | -                                               | -                                               |
| 1.10.1944 года                                  | 2-й Белорусский фронт                           | 49-я армия                                      | -                                               | -                                               |
| 1.11.1944 года                                  | 2-й Белорусский фронт                           | 49-я армия                                      | -                                               | -                                               |
| 1.12.1944 года                                  | 2-й Белорусский фронт                           | 49-я армия                                      | -                                               | -                                               |
| 1.01.1945 года                                  | 2-й Белорусский фронт                           | -                                               | -                                               | -                                               |
| 1.02.1945 года                                  | 2-й Белорусский фронт                           | 48-я армия                                      | -                                               | -                                               |
| 1.03.1945 года                                  | 2-й Белорусский фронт                           | 48-я армия                                      | -                                               | -                                               |
| 1.04.1945 года                                  | 3-й Белорусский фронт Земландская группа войск  | 11-я гвардейская армия                          | -                                               | -                                               |
| 1.05.1945 года                                  | 3-й Белорусский фронт                           | -                                               | -                                               | -                                               |

## Командование бригады

### Командиры бригады
- Сахно, Михаил Гордеевич (05.03.1942 — 02.04.1942), гвардии подполковник;
- Скуба, Максим Климентьевич[12] (16.04.1942 — 15.03.1943), гвардии подполковник, гвардии полковник (тяжело ранен);
- Полушкин, Михаил Александрович[13] (16.03.1943 — 15.04.1943), гвардии подполковник (ВРИД);
- Калинин, Иван Петрович (16.05.1943 — 15.10.1943), гвардии полковник;
- Козиков, Сергей Андреевич (16.10.1943 — 24.12.1943), гвардии подполковник (24.12.1943 тяжело ранен);
- Неструев, Александр Александрович[14] (26.12.1943 — 31.12.1943), гвардии полковник (31.12.1943 погиб в бою);
- Ершов, Иван Николаевич[15] (19.01.1944 — 27.06.1944), гвардии полковник (27.06.1944 тяжело ранен);
- Козиков Сергей Андреевич (30.06.1944 — 13.08.1945), гвардии полковник[16][17]

### Заместители командира бригады по строевой части
- Сытник, Владимир Владимирович (05.03.1942 — 01.05.1942), гвардии майор (ИД);
- Полушкин, Михаил Александрович (09.1942 — 10.1942), гвардии майор (ИД);
- Кузнецов, Вячеслав Петрович (1943), гвардии подполковник;
- Копылов, Борис Сергеевич (1944), гвардии подполковник

### Военные комиссары, с 9.10.1942 — заместители командира бригады по политической части
- Котцов, Александр Васильевич (05.03.1942 — 14.05.1942), гвардии старший батальонный комиссар;
- Симонов, Дмитрий Павлович (14.05.1942 — 03.06.1942), гвардии старший батальонный комиссар;
- Паршутин, Сергей Афанасьевич (03.06.1942 — 16.06.1943), гвардии старший батальонный комиссар, гвардии подполковник[18][19]

### Начальники штаба бригады
- Полушкин, Михаил Александрович (08.1942 — 15.03.1943), гвардии майор, гвардии подполковник;
- Кесарев, Степан Титович (18.03.1943 — 01.04.1943), гвардии майор;
- Полушкин, Михаил Александрович (01.04.1943 — 19.01.1944), гвардии подполковник;
- Прохоренко, Иван Михайлович (19.01.1944 — 13.08.1945), гвардии подполковник[20]

### Начальники политотдела, с 06.1943 он же заместитель командира по политической части
- Малков Александр Николаевич (05.03.1942 — 16.06.1943), гвардии батальонный комиссар, гвардии подполковник[18];
- Паршутин, Сергей Афанасьевич (16.06.1942 — 01.03.1944), гвардии подполковник, гвардии полковник
- Зинков, Михаил Иванович (01.03.1944 — 06.07.1944), гвардии полковник;
- Рыбаков, Павел Никифорович (06.07.1944 — 30.03.1946), гвардии подполковник[19]

## Отличившиеся воины
| Награда | Ф. И.О                        | Должность                                                    | Звание  | Дата награждения                 | Примечания |
| ------- | ----------------------------- | ------------------------------------------------------------ | ------- | -------------------------------- | --- |
|         | Васев Михаил Александрович    | командир взвода танков Т-34 танкового батальона КВ           | гвардии | 03.06.1944                       | |
|         | Григорьев Николай Николаевич  | механик-водитель Т-34 танковой роты 1-го танкового батальона | гвардии | 31.12.1943 20.07.1944 24.03.1945 | |
|         | Марьяновский Моисей Фроимович | заместитель командира 1-го танкового батальона               | гвардии | 24.03.1945                       | |
|         | Солнцев Михаил Степанович     | командир танковой роты 1-го танкового батальона              | гвардии | 19.04.1945                       | погиб 14 января 1945 года, приказом Министра обороны СССР М. С. Солнцев навечно зачислен в списки личного состава бригады |

## Танкисты-асы
| Ф. И.О                     | Должность                                                                        | Звание                    | Победы | Типы танков | Обстоятельства подвигов |
| -------------------------- | -------------------------------------------------------------------------------- | ------------------------- | ------ | ----------- | --- |
| Хорошилов Павел Максимович | командир взвода роты тяжёлых танков 1-го танкового батальона                     | гвардии старший лейтенант | 27     | КВ-1        | также уничтожил 9 миномётов, 10 пушек, 17 пулемётов, около 30 единиц автотранспорта и 13 бронеавтомобилей, командир танка КВ-1 «Беспощадный» |
| Червов, Павел Иванович     | заместитель по политчасти командира роты тяжёлых танков 1-го танкового батальона | гвардии старший лейтенант | 9      | КВ-1        | также 4 автомашины, 5 орудий ПТО, 1 миномёт и 4 пулемётных точки за период 12 — 14 августа 1942 года                                         |

## Награды и почётные наименования
| Награда (наименование)                | Дата награждения                                                                | За что получена |
| ------------------------------------- | ------------------------------------------------------------------------------- | --- |
| Почётное звание «Гвардейская»         | присвоено приказом 1-й гвардейской мотострелковой дивизии от 5 марта 1942 года. | за проявленную отвагу в боях за Отечество с немецкими захватчиками, за стойкость, мужество, дисциплину и организованность, за героизм личного состава (звание получено 6-й гвардейской танковой бригадой «а» в составе 1-й гвардейской мотострелковой дивизии) |
| Почётное наименование «Ельнинская»    | присвоено приказом Верховного главнокомандующего № 6 от 31 августа 1943 года    | в ознаменование одержанной победы и отличия в боях под городом Ельня |
| Орден Красного Знамени                | награждена указом Президиума Верховного Совета СССР от 1 сентября 1944 года     | за образцовое выполнение заданий командования в боях с немецкими захватчиками, за овладение городом и крепостью Осовец и проявленные при этом доблесть и мужество                                                                                              |
| Орден Суворова II степени             | награждена указом Президиума Верховного Совета СССР от 10 июня 1944 года        | за образцовое выполнение заданий командования в боях при форсировании рек Проня и Днепр, прорыв сильно укреплённой обороны немцев, а также за овладение городами Могилёв, Шклов и Быхов, проявленные при этом доблесть и мужество                              |
| Орден Кутузова II степени             | награждена указом Президиума Верховного Совета СССР от 17 мая 1945 года         | за образцовое выполнение заданий командования в боях с немецкими захватчиками при овладении городом и крепостью Кёнигсберг и проявленные при этом доблесть и мужество                                                                                          |
| Орден Богдана Хмельницкого II степени | награждена указом Президиума Верховного Совета СССР от 15 сентября 1944 года    | за образцовое выполнение заданий командования в боях с немецкими захватчиками, за овладение городом и крепостью Остроленка и проявленные при этом доблесть и мужество                                                                                          |

## Именные танки
Танк «Беспощадный»
Основной тяжёлый танк КВ-1 был построен в мае 1942 года на личные средства лауреатов Государственной премии художников Кукрыниксы (М. Куприянова, П. Крылова и М. Соколова) и поэтов В. Гусева, С. Маршака, С. Михалкова, Н. Тихонова. По предложению члена Военного совета Бронетанковых и механизированных войск Красной Армии Н. И. Бирюкова писатели и художники назвали его «Беспощадный», чтобы танк не затерялся среди множества других боевых машин. На броне машины Кукрыниксы нарисовали рисунок — разорванный на части орудийным огнём Гитлер, а поэты написали стихи:

Штурмовой огонь веди,
Наш тяжёлый танк,
В тыл фашисту заходи,
Бей его во фланг.
Экипаж бесстрашный твой,
Не смыкая глаз
Выполняет боевой
Сталинский приказ.
25 мая 1942 года на торжественном митинге в присутствии Маршака, Михалкова и Кукрыниксов танк был передан 6-й гвардейской танковой бригаде. Танку подобрали экипаж из отличившихся в боях танкистов: командир танка — гвардии лейтенант П. М. Хорошилов, младший механик-водитель Г. И. Филиппов, механик-водитель Е. С. Царапин, наводчик А. И. Фатеев, стрелок-радист А. А. Егоров. Танк находился в строю около девяти месяцев. 1 марта 1943 года танк получил повреждения, погибли П. М. Хорошилов, и сменивший его А. И. Фетеев. К тому времени танк с боями прошёл 700 км, а экипаж танка подбил 27 танков противника, уничтожил 9 миномётов, 10 пушек, 17 пулемётов, около 30 единиц автотранспорта и 13 бронеавтомобилей. После ремонта танк снова вернулся в родную бригаду под командованием гвардии лейтенанта В. С. Макарова. Танк с новым экипажем дошёл до Ельни, где 31 августа 1943 года, в тяжёлом бою экипаж снова понёс потери, а танк получил такие повреждения, что не подлежал восстановлению. После войны танк передали в Кубинку. В 1948 году танк отправили на переплавку на московский завод «Серп и Молот».
Танк «За Родину»
Танк КВ-1 «За Родину» 2-го танкового батальона 6-й гвардейской танковой бригады «а» под командованием гвардии старшего лейтенанта  П. И. Червова.

## Послевоенная история
25 ноября 1945 года бригада передислоцировалась в новый район сосредоточения — город Новоград-Волынский Житомирской области.
Приказом по 11-й гвардейской механизированной Краснознамённой ордена Суворова дивизии (в/ч 16580) № 030 от 31 декабря 1945 года, на основании приказа НКО СССР № 0013 от 10 июня 1945 года, на базе 23-й гвардейской танковой бригады и 337-го гвардейского тяжёлого самоходно-артиллерийского полка был создан 23-й гвардейский тяжёлый танко-самоходный Ельнинский Краснознамённый орденов Суворова, Кутузова и Богдана Хмельницкого полк (в/ч 15307) вошедший в состав этой дивизии.
4 июня 1957 года 11-я гвардейская механизированная дивизия была преобразована в 30-ю гвардейскую танковую Ровенскую Краснознамённую ордена Суворова дивизию (в/ч 16580), при этом 23-й гвардейский тяжёлый танко-самоходный полк был преобразован в 282-й гвардейский тяжёлый танковый полк (в/ч 16580) с сохранением всех наград и почётных наименований. Полк находился в составе дивизии до её преобразования, в 2004 году, в механизированную бригаду.

## Память
- В 1977 году в честь экипажа танка КВ-1 «Беспощадный» и погибших в Великой Отечественной войне воинов-танкистов 23-й отдельной гвардейской танковой бригады, в городе Новоград-Волынский установили на постаменте танк ИС-3 с надписью «Беспощадный».
- 29 августа 2020 года у села Ездочное в Острогожском районе Воронежской области, заместитель министра обороны генерал армии Дмитрий Булгаков, торжественно открыл памятник танку «Беспощадный». Мемориал с танком ИС-3 построен в честь столетия отечественного танкостроения в Воронежской области[40].